# ワイリー・P・マンガム
ワイリー・パーサン・マンガム（Willie Person Mangum [ˈwaɪli ˈpɑːrsən]、1792年5月10日 - 1861年9月7日）は、アメリカ合衆国の政治家である。1831年から1836年までと1840年から1853年までにかけて、ノースカロライナ州選出の上院議員を務めた。ホイッグ党創設者の一人であり、主要な党員だった。1836年の大統領選挙では、民主党のマーティン・ヴァン・ビューレンに対抗するためにホイッグ党は戦略的にマンガムを始め4人の候補を立てたが、いずれもビューレンに破れた。
マンガムは1842年から1845年にかけて上院仮議長を務めた。ジョン・タイラー大統領は副大統領を置かなかったため、マンガムが大統領継承順位第1位となり、仮にタイラーの免職、死亡、辞職があった場合は、マンガムが大統領代行になっていたところだった。

## 若年期と教育
マンガムは1792年5月10日に、ノースカロライナ州ダーラム郡（当時はオレンジ郡の一部）のプランター階級の家庭に生まれた。父はウィリアム・パーサン・マンガム(William Person Mangum)、母はキャサリン・デイヴィス(Catherine Davis)である。少年時代、自由黒人のジョン・チャビスが運営するローリーの名門私立学校に通った。チャビスとは生涯に渡って親交を続けた。1815年にノースカロライナ大学を卒業した。

## キャリア
マンガムは法律事務所を開業し、政界入りした。連邦下院議員に選出され、1823年から1826年まで務めた。上級裁判所の判事を務めた後、1830年に上院議員に選出された。
マンガムは、当初は民主党に所属していたが、保護関税、無効化、合衆国銀行など、当時の主要問題のほとんどで、民主党のアンドリュー・ジャクソン大統領の政策に反対した。1834年、マンガムはホイッグ党員になると宣言した。
その2年後の1836年、マンガムは同年の大統領選挙に出馬するために上院議員を辞任した。ホイッグ党の組織的結束力の弱さから、この選挙には4人のホイッグ党候補が立候補していた。マサチューセッツ州のダニエル・ウェブスター、オハイオ州のウィリアム・ハリソン、テネシー州のヒュー・ローソン・ホワイト、そしてノースカロライナ州のマンガムである。楽観的なホイッグ党員の中には、ホイッグ党が複数の候補者を出すことで、どの候補者も過半数の選挙人票を獲得することができず、1924年の選挙のように大統領の選出は下院の票決に委ねられるのではないかと考える者もいた。しかし実際には民主党のマーティン・ヴァン・ビューレンが50.8%を獲得して当選した。なお、マンガムが獲得した選挙人票は、サウスカロライナ州議会がマンガムを選んだことによって得られた11票だけだった。
1840年、辞任したベッドフォード・ブラウンの後継として上院議員に再選された。1842年、サミュエル・サウサードの後を継いで上院仮議長に就任し、1845年3月まで務めた。当時の大統領ジョン・タイラーは任期中に副大統領を置かなかったため、マンガムが大統領継承順位第1位となった。1844年、大統領が乗艦していた軍艦「プリンストン」が沈没しかけ、タイラーは間一髪で死を免れた。このとき仮にタイラーが死亡していた場合、マンガムが大統領代行になっていたところだった。
1852年の大統領選挙で、ホイッグ党は当初マンガムを副大統領候補に指名したが、マンガムはこれを固辞し、代わりにウィリアム・アレクサンダー・グラハムが指名された。この選挙でホイッグ党候補のウィンフィールド・スコットが破れた後、ホイッグ党は分裂した。次の選挙で再選される見込みはないと判断したマンガムは、3期目への立候補はせず、1853年3月3日の任期満了と共に議員を退任した。1856年、マンガムはアメリカン党に移籍したが、その直後に脳卒中となり、政界から引退した。
マングムは、1861年9月7日、ダーラム郡の未法人地域であるレッド・マウンテンに保有する敷地で死去した。遺体はその敷地内にある家族の墓地に埋葬された。

## 私生活

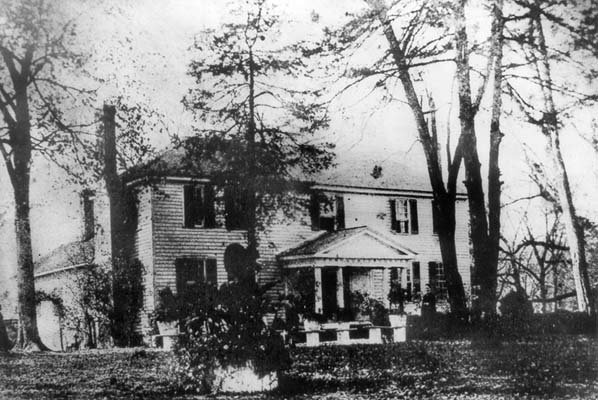
ノースカロライナ州のマンガムの農場、ウォルナット・ホール

マンガムは1819年にプレザント・グローブ・プランテーションのチャリティ・アルストン・ケイン(Charity Alston Cain)と結婚した。5人の子供がいたが、唯一の息子は、父の死去の1か月前の1861年7月、第一次ブルランの戦いで戦死した。
ノースカロライナ州ダーラム郡のマンガムの農場はウォルナット・ホールと呼ばれている。1931年に出版されたジョン・チャビスの伝記には、マンガムが恩師チャビスの遺体をこの農場内に埋葬することを許可したと書かれている。1988年にジョン・チャビス歴史協会がその埋葬地を発見し、現在はヒル・フォレストの地図に「旧墓地」(Old Cemetery)と記されている。